# 亞納奧爾霍山 (瓦喬科爾帕區)
13°04′26″S 75°00′41″W / 13.07389°S 75.01139°W
亞納奧爾霍山（Yana Urqu），是秘魯的山峰，位於該國中南部萬卡韋利卡大區，由萬卡韋利卡省的瓦喬科爾帕區負責管轄，屬於瓊塔山脈的一部分，海拔高度5,000米。